# Jean-Baptiste Hiriart-Urruty
Jean-Baptiste Hiriart-Urruty (27 de dezembro de 1949) é um matemático francês.
Hiriart-Urruty obteve um doutorado em 1977 na Universidade Blaise Pascal em Clermont-Ferrand, orientado por Alfred Auslender, com a tese Contributions à la programmation mathématique: cas déterministe et stochastique. Foi de 1981 até aposentar-se em 2015 professor da Universidade Paul Sabatier em Toulouse.

## Obras
- com Claude Lemaréchal: Convex analysis and minimization algorithms, Teil 1, 2, Grundlehren der mathematischen Wissenschaften 305/306, Springer 1993 (gekürzte Ausgabe in einem Band als Fundamentals of convex analysis, Springer 2001)
- Les mathématiques du mieux faire, 2 Volumes, Ed. Ellipses 2007, 2008
- Optimisation et Analyse convexe, EDP Sciences 2009 (zuerst 1998)
- com D. Aze, G. Constans: Calcul différentiel et équations différentielles, EDP Sciences 2010
- com D. Aze: , Analyse variationnelle et optimisation, Ed. CEPADUES 2010
- Bases, outils et principes pour l'analyse variationnelle, Springer 2012
- Les équations différentielles pour les débutants, Édition H & K, 2013
- Mathematical Tapas, Springer, Undergraduate Texts in Mathematics, 2016 (zweiter Band in Vorbereitung)